# Святой Георгий Победоносец (линейный корабль, 1829)
«Святой Георгий Победоносец» — 110-пушечный парусный линейный корабль Балтийского флота России.
Принимал участие в Крымской войне 1853—1856 годов.

## Тип «Император Александр I»
Корабль «Святой Георгий Победоносец» был одним из трёх кораблей типа «Император Александр I». Трёхдечные линейные корабли этого типа строились в Главном адмиралтействе Санкт-Петербурга кораблестроителем Г. С. Исаковым.

## Строительство
Корабль был заложен 5 (17) декабря 1828 года, спущен на воду 15 (27) октября 1829 года. Включён в состав флота с 1829 года.

## История службы
Корабль в составе эскадр выходил в практические плавания в Балтийское море и Финский залив в 1830, 1834—1838, 1840, 1843, 1845, 1852 и 1853 годах.
3 июля 1836 года «Святой Георгий Победоносец» участвовал в церемонии встречи Балтийским флотом ботика Петра I.
В 1847—1848 годах в Кронштадте корабль был тимберован.
В 1848—1850 годах корабль принимал участие в экспедиции Балтийского Флота в воды Дании.
С 28 июля по 30 августа 1849 года в составе 2-й дивизии контр-адмирала З. З. Балка крейсировал у острова Готланд, а 15 июня следующего года дивизия пришла к острову Мён.
Далее, до 11 июля «Святой Георгий Победоносец» стоял на Зондербургском рейде, после чего ушёл в Кронштадт.
В мае 1854 года корабль занял позицию на фарватере у форта Кроншлот на случай прорыва кораблей противника.
В 1855 году стоял в готовности в Кронштадте.
В 1858 году в Кронштадте корабль был разобран.

## Командиры
Командирами корабля служили:
- 1830, 1832 — М. Н. Лермантов
- 1834 — П. В. Повалишин
- 1835—1843 — Л. Я. Карпов
- 1845 — В. А. Шпеер
- 1850, с 1852 до 14.9.1853 — В. Б. Струков (Капитан 1 ранга)[3]
- с 14.9.1853 по 1855 — С. А. Жегалов (Жегалеч (Капитан 2 ранга))[3]